# Asad Ali Khan
Asad Ali Khan  (1937 - 14 juin 2011) est un musicien indien. Il était l'un des rares maîtres de la rudra-vînâ, instrument fondateur de la musique hindoustanie, et l'ultime représentant de la gharânâ (école) de dhrupad Khandarvani, vieille de sept générations de musiciens de cour à Jaipur, et Âlwâr. 
Il tient son instrument sur l'épaule gauche, contrairement à la dagarvani (de la famille Dâgar), qui le place sur le genou gauche.